# 麻衣&愛の電撃G'sラジオ ストロベリー・パニック! 〜お姉様といちご・そうどう〜
「麻衣&愛の電撃G'sラジオ ストロベリー・パニック! 〜お姉様といちご♥そうどう〜」（まいとあいのでんげきジーズラジオ ストロベリー・パニック! おねえさまといちご そうどう）は、「電撃G's magazine」（メディアワークス）連載の読者参加企画『Strawberry Panic!』を題材にしたインターネットラジオ番組。略称は「ストパニラジオ」。2005年11月から2006年12月まで放送されていた。全61回。
パーソナリティは、中原麻衣（蒼井渚砂役）と清水愛（涼水玉青・日向絆奈役）の二人。パーソナリティの中原と清水は番組冒頭（タイトルコール後の自己紹介部分）でそれぞれ「ストパニラジオの女王こと中原麻衣」、「ストパニラジオの妖精こと清水愛」と名乗った。
構成は森永たまち。
原作の舞台が女子校なので、パーソナリティが「お姉様」、リスナーが「妹」と呼ばれていた。
なお、投稿の際には男女の区別なく（男性であっても）、妹ペンネームと称した女性名（姓＋名前）を使用することが約束とされていた。
また、毎回メールを読まれたリスナーの中で『最も良い妹』というMVP的存在を決定し、『Strawberry Panic!』の作中に登場した3校の女子校の校章のピンズを送るというノベルティが存在した。どの学校の校章が送られるかはランダム（いずれか1つ）で、後に一般販売されたピンズとはデザインが異なる特別製である。

## 概要
ランティスウェブラジオ
- 配信日：火曜日
- 配信期間：2005年11月1日〜（最終更新は2006年12月26日）

※最新から過去5回分の視聴が可能。
音泉（23回から）
- 配信日：水曜日
- 配信期間：2006年4月5日〜（最終更新は2006年12月27日）

※視聴は最新のもののみ。

## ゲスト
パーソナリティの2人と同じように、ゲストにも「ストパニラジオの××」という名を付けることが恒例になっていて、番組内ではその名を「オリジナル枕詞」と称していた。
- 桑谷夏子（南都夜々役、「ストパニラジオの小悪魔」、2006年2月21日 第17回）
- 斎藤千和（月館千代役、「ストパニラジオの小魔王」、2006年2月28日 第18回）
- 松来未祐（此花光莉役、「ストパニラジオの苺大福」、2006年5月2日 第27回、5月9日 第28回、7月18日 第38回）
- 野川さくら（奥若蕾役、「ストパニラジオのパワーストーン」、2006年5月16日 第29回）
- 中島沙樹（源千華留役、「ストパニラジオのミントの風」、2006年7月11日 第37回）
- 木下紗華（剣城要役、「ストパニラジオの面食い」、2006年7月25日 第39回、8月1日 第40回）
- 後藤沙緒里（鬼屋敷桃実役、「ストパニラジオの犬屋敷」、2006年8月8日 第41回、8月15日 第42回）
- 美郷あき（主題歌ボーカル、「ストパニラジオの女神」、2006年8月22日 第43回、8月29日 第44回）
- rino（PS2版オープニング主題歌担当CooRieのボーカル、「ストパニラジオの小鳥さん」、2006年9月5日 第45回、9月12日 第46回）
- 生天目仁美（花園静馬役、「ストパニラジオのカリシュワ」、2006年10月24日 第52回、10月31日 第53回、11月7日 第54回）

## コーナー
小さな姉のメロディ
妹からの疑問･質問に答えるコーナー
姉川柳
番組の世界観にあった川柳を詠むコーナー
お姉様の掲示板
各メディアでの発売告知コーナー
白百合事件簿
ゲストがいる時のみ
お姉様の奥
お姉様が妹からのリクエストに挑戦するコーナー